# بيل بيندر
بيل بيندر (بالإنجليزية: Bill Binder)‏ هو صاحب مطعم أمريكي، ولد في 28 فبراير 1915، وتوفي في 28 يناير 2010.